# Кайзер, Штефан
Ште́фан Ка́йзер (нем. Stephan Keiser; род. 4 ноября 1958) — швейцарский кёрлингист и тренер по кёрлингу.
В составе мужской сборной Швейцарии участник чемпионата мира 1996 (стали бронзовыми призёрами). Чемпион Швейцарии среди мужчин (1996).
В качестве тренера мужской сборной Швейцарии участник зимних Олимпийских игр 1998 (стали первыми олимпийскими чемпионами среди мужчин), нескольких чемпионатов мира и Европы.

## Достижения
- Чемпионат мира по кёрлингу среди мужчин: бронза (1996).
- Чемпионат Швейцарии по кёрлингу среди мужчин: золото (1996).

## Команды
| Сезон   | Четвёртый       | Третий         | Второй           | Первый       | Запасной      | Турниры            |
| ------- | --------------- | -------------- | ---------------- | ------------ | ------------- | ------------------ |
| 1995—96 | Патрик Хюрлиман | Патрик Лёртшер | Даниэль Гуткнехт | Диего Перрен | Штефан Кайзер | ЧШМ 1996 · ЧМ 1996 |

(скипы выделены полужирным шрифтом)

## Результаты как тренера
национальных сборных
| Год  | Турнир                                        | Сборная                 | Место |
| ---- | --------------------------------------------- | ----------------------- | ----- |
| 1997 | Чемпионат Европы по кёрлингу 1997             | Швейцария (мужчины)     | 5     |
| 1998 | Зимние Олимпийские игры 1998                  | Швейцария (мужчины)     | 1     |
| 1999 | Чемпионат мира по кёрлингу среди мужчин 1999  | Швейцария (мужчины)     | 3     |
| 1999 | Чемпионат Европы по кёрлингу 1999             | Швейцария (мужчины)     | 4     |
| 2000 | Чемпионат мира по кёрлингу среди мужчин 2000  | Швейцария (мужчины)     | 6     |
| 2002 | Чемпионат мира по кёрлингу среди мужчин 2002  | Швейцария (мужчины)     | 5     |
| 2019 | Чемпионат мира по кёрлингу среди юниоров 2019 | Швейцария (юниоры жен.) | 3     |

клубных команд
| Год  | Турнир                                             | Команда/Скип    | Место |
| ---- | -------------------------------------------------- | --------------- | ----- |
| 1999 | Чемпионат Швейцарии по кёрлингу среди мужчин 1999  | Патрик Хюрлиман | 1     |
| 2001 | Чемпионат Швейцарии по кёрлингу среди мужчин 2001  | Патрик Хюрлиман | 1     |
| 2011 | Чемпионат Швейцарии по кёрлингу среди мужчин 2011  | Pascal Hess     | 5     |
| 2017 | Чемпионат Швейцарии по кёрлингу среди юниоров 2017 | Рафаэла Кайзер  | 2     |

## Частная жизнь
Его дочь — швейцарская кёрлингистка Рафаэла Кайзер, призёр чемпионатов мира и Швейцарии; Штефан тренировал её команду на чемпионате мира среди юниоров 2019.